# Полтавська обласна наукова медична бібліотека
Полтавська обласна наукова медична бібліотека — обласна бібліотека у Полтаві, що спеціалізується по галузях науки та медицини.
Бібліотеку створено у 1938 році. Під час Німецько-радянської війни бібліотека була знищена. Відновила роботу 24 червня 1944 року. У 1945 році її книжковий фонд налічував 4785 одиниць зберігання. Читачів обслуговували три працівники. На 1991 рік функціонує централізована бібліотечна система (ЦБС) медичних бібліотек області. Вона включає: обласну і 27 бібліотек—філіалів лікарняно-профілактичних закладів області. Книжковий фонд ЦБС становить 350 тисяч одиниць зберігання, у тому числі медичної і суміжної — 292 тисяч одиниць зберігання. У книжковому фонді є вітчизняні та іноземні видання: ЦБС обслуговує понад 18 500 чоловік, книговидач — 323 тисяч примірників. Функціонують 7 відділів і 3 сектори. Працює 21 бібліотекар, у філіалах — 27 чоловік.